# Franck Thomas
Franck Thomas, né le 17 janvier 1972 à Cannes, est un sommelier français.

## Parcours
Après des études de cuisine à l’École hôtelière de Nice, Franck Thomas passe en 1993 son brevet professionnel de sommellerie à Beaune sous la direction de Georges Pertuiset. Il exerce alors son métier de sommelier à l'Hôtel Négresco à Nice et au Juana à Juan-les-Pins  où il est chef sommelier jusqu'en 2000. En 2003, il crée avec des partenaires le restaurant Parcours à Falicon. En parallèle de son métier, Franck Thomas participe aux plus grands concours de sommellerie et atteint la consécration en 2000 avec le titre de Meilleur sommelier d'Europe. En 2004, il est candidat malheureux (demi-finaliste) au titre de Meilleur sommelier du monde. Depuis 2004, Franck Thomas se consacre à l’enseignement et mène pour le compte du ministère de l'économie des missions à travers le monde, en particulier en Inde et au Japon. Il est également le co-inventeur de la Clef du vin, dispositif censé déterminer la capacité d'un vin vieillir, et fait partie de l'équipe à l'origine du site Findawine.com.

## Distinctions reçues
- 1995 - Meilleur jeune sommelier de France
- 2000 - Meilleur ouvrier de France en Sommellerie
- 2000 - Meilleur sommelier d'Europe
- 2000 - Meilleur sommelier de France
- 2004 - Demi-finaliste Meilleur sommelier du monde